# Ель-Іхва
Ель-Іхва (араб. جزر الإخوة‎), також відомі як Братські острови (англ. Brother islands) — два невеликі острови в Червоному морі в однойменному губернаторстві в Єгипті.

## Географія
Острови знаходяться за 67 км (42 милі) від міста Кусейр на материковому Єгипті. Два острови мають назви Великий та Малий Брати (англ. Big and Little Brother). Острів Малий Брат знаходиться на відстані 1 км від Великого Брата. Клімат островів — тропічний.
Найвизначнішою спорудою островів Ель-Іхва є маяк, збудований британцями у 1883 році.

## Підводний дайвінг
Острови Ель-Іхва — це місце для дайвінгу з коралами. Острови також славляться зустрічами з акулами довгокрилими та акулами-молот, однак це підходить лише для досвідчених дайверів через ізольоване положення островів, складні умови занурення та дуже сильні течії. У високий сезон навколо обох островів є багато човнів для дайвінгу-сафарі.
У 2012 році острів Великий Брат став за версією CNN дев'ятим у світі та другим у Червоному морі найкращим островом для підводного дайвінгу.

## Галерея

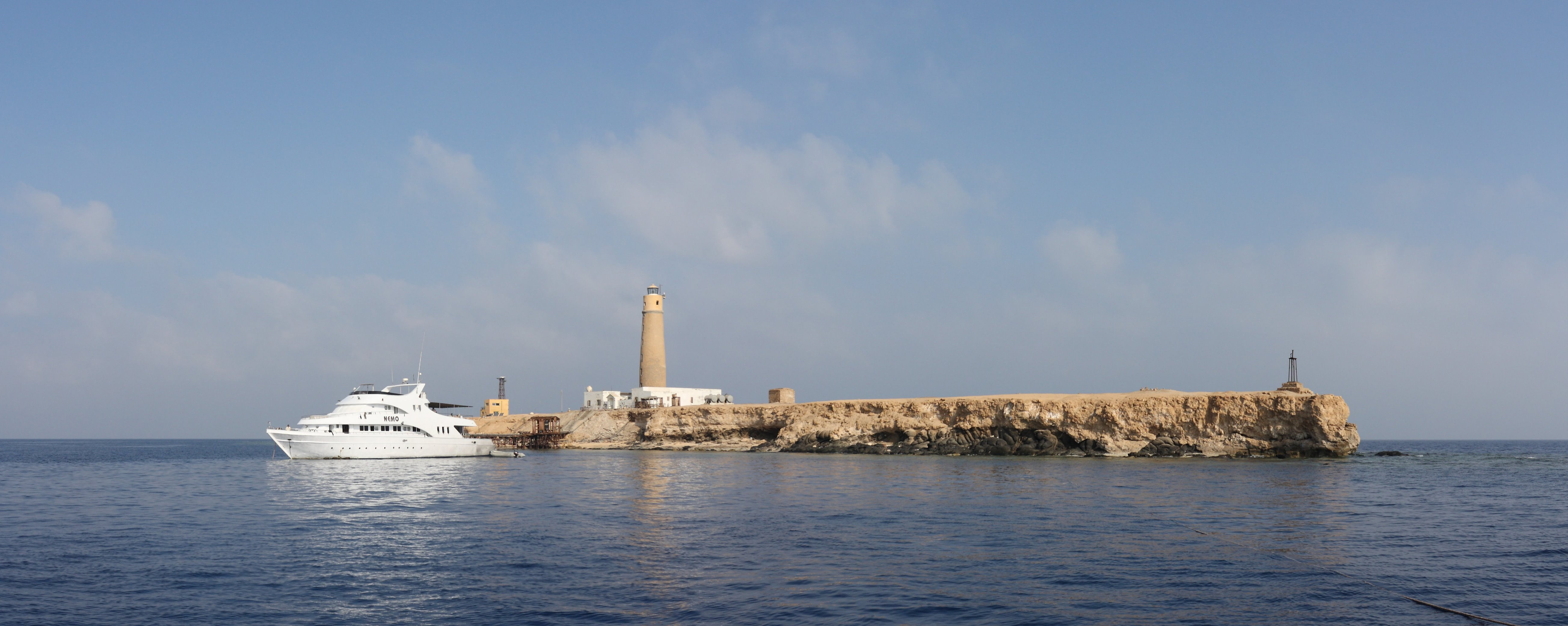
Панорама з острова Великий Брат
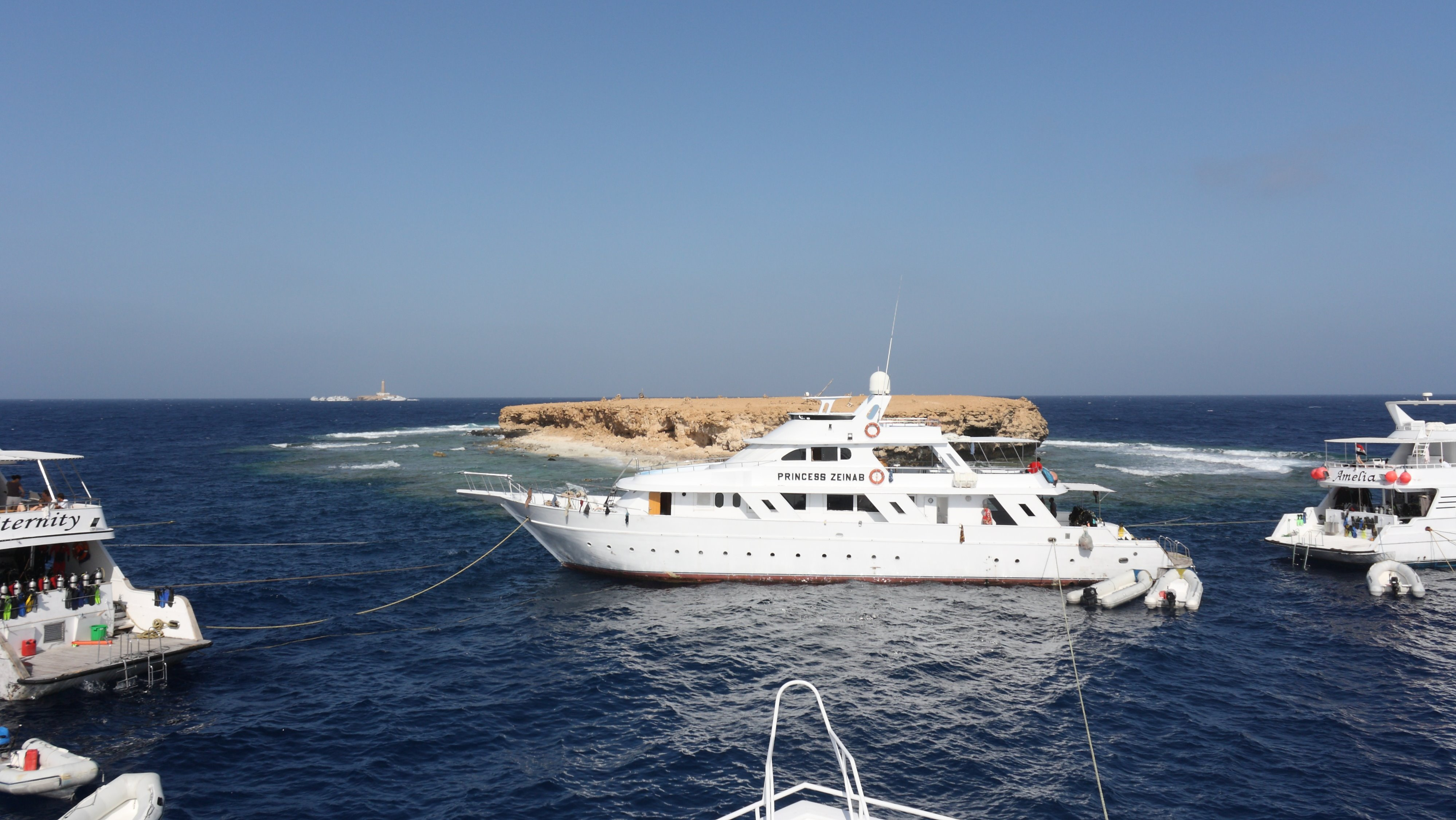
Панорама з острова Малий Брат
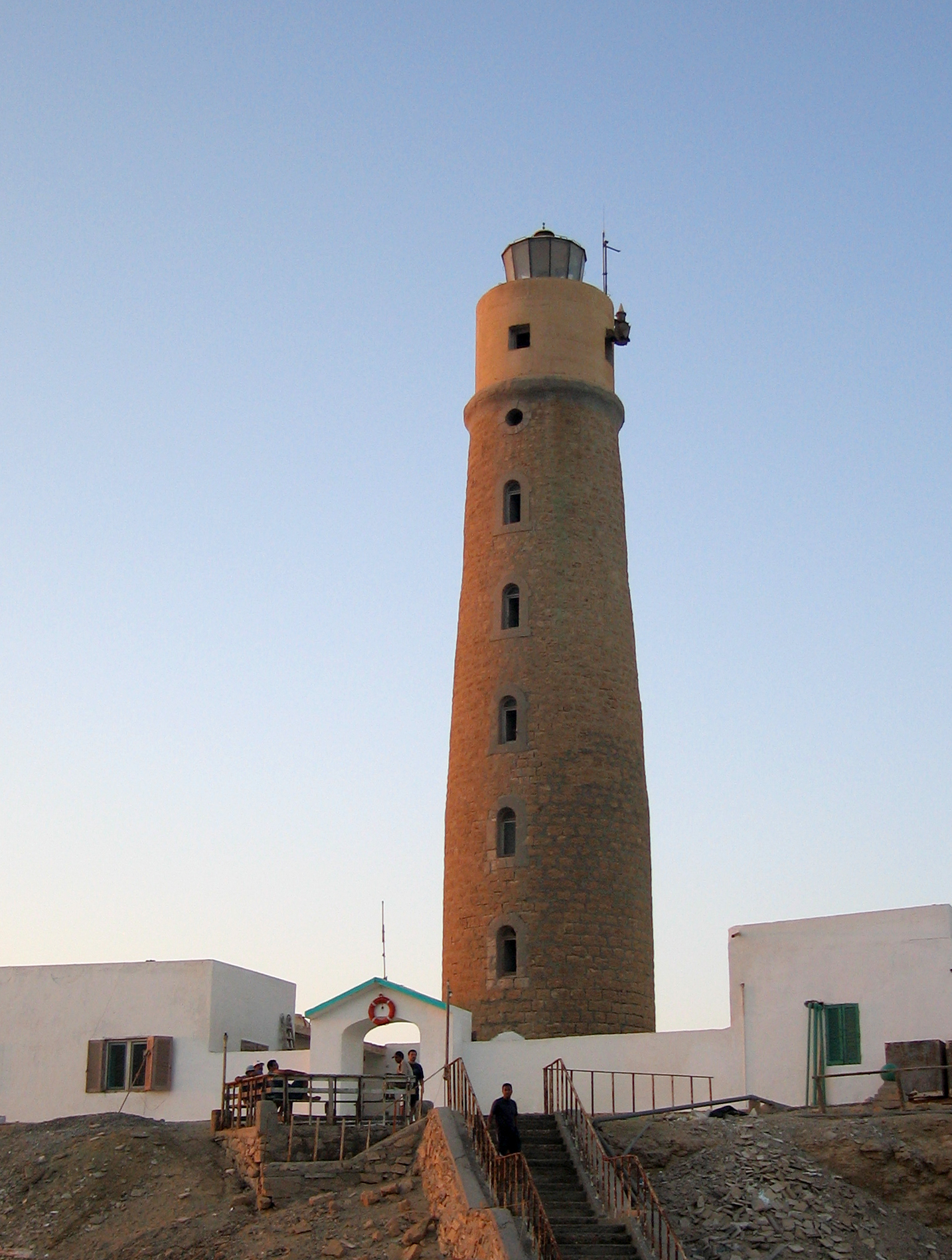
Маяк на острові Великий Брат